# Compositio Mathematica
Compositio Mathematica es una revista matemática mensual revisada por pares creada por el matemático neerlandés L.E.J. Brouwer en 1935 en los Países Bajos, tras haber sido despedido de la publicación Mathematische Annalen años antes. En 1940 se suspendió la publicación de la revista debido a la ocupación alemana del país. Desde 2004, la revista ha sido publicada por Cambridge University Press en cooperación con la London Mathematical Society. Los editores en jefe son Jochen Heinloth, E. M. Opdam, Lenny Taelman y Burt Totaro (UCLA).
Según el Journal Citation Reports, la revista tiene un factor de impacto en 2011 de 1.187, lo que la sitúa en el puesto 26 entre 288 revistas en la categoría «Mathematics».

## Métricas de revista
2022
- Web of Science Group : 1.456
- Índice h de Google Scholar: 55
- Scopus: 1.242